# Exynos

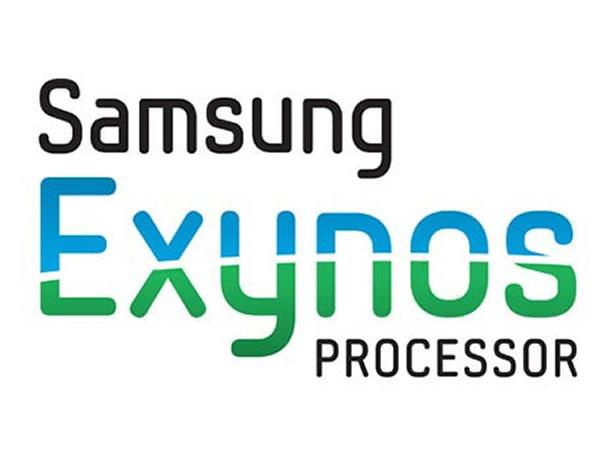

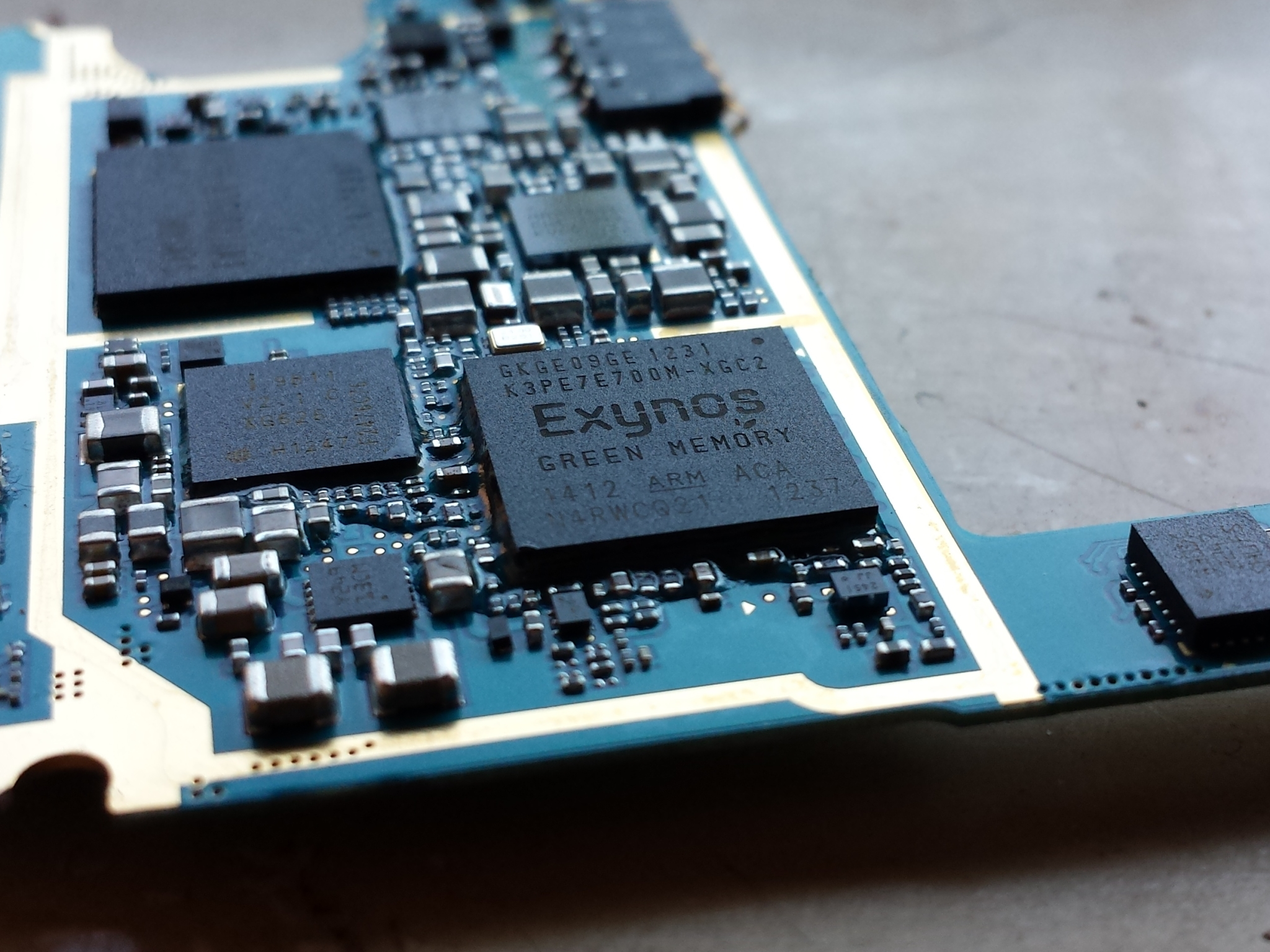
Un procesador Exynos 4 Quad (4412) en la placa de un Samsung Galaxy S III

Exynos es la serie de SoCs basados en ARM fabricado por Samsung Electronics y es la continuación de los SoCs S3C, S5L y S5P.

## Historia
En 2010, Samsung lanzó el S5PC110 (ahora Exynos 3 Single) en su teléfono inteligente Samsung Galaxy S, que tiene un CPU con licencia de ARM Cortex-A8.
Cerca del 2011, Samsung lanzó por primera vez el SoC Exynos 4210 en su Samsung Galaxy S II. El código del controlador para el Exynos 4210 fue hecho para el núcleo Linux y el soporte fue añadido en la versión 3.2 en noviembre de 2011.
El 29 de septiembre de 2011, Samsung lanzó Exynos 4212 como el sucesor del 4210, tiene una mayor velocidad de reloj y un 50% mayor rendimiento en gráficos 3D. 
El 30 de noviembre de 2011, Samsung lanzó información sobre el siguiente SoC con un CPU ARM Cortex-A15 dual-core, que fue llamado primero "Exynos 5250" y luego se llamó Exynos 5 Dual. Este SoC tiene una interfaz de memoria con 12.8 GB/s de ancho de banda de memoria, con soporte para USB 3.0 y SATA 3, puede decodificar video en Full HD en 60 fps y una resolución WQXGA (2560x1600) tan bien como lo hace 1080p en HDMI.
El 26 de abril de 2012, Samsung lanzó el Exynos 4 Quad, que fue usado en el Samsung Galaxy S III y Samsung Galaxy Note II. El SoC Exynos 4 Quad usa un 20% menos energía que el SoC del Samsung Galaxy S II. Samsung también cambió el nombre de diferentes SoCs. Por ejemplo: Exynos 3110 a Exynos 3 Single. Exynos 4210 y 4212 a Exynos 4 Dual 45nm, y Exynos 4 Dual 32nm y Exynos 5250 a Exynos 5 Dual.

## Lista de SoCs ARMv7 Exynos
| SoC                                                            | SoC        | CPU                       | CPU                                         | CPU     | CPU              | GPU                                                               | Rendimiento del GPU GFLOPS | Memoria de tecnología                                                                       | Lanzamiento | Dispositivos |
| Número de modelo                                               | fab        | Conjunto de instrucciones | Microarquitectura                           | Núcleos | Frecuencia (GHz) | GPU                                                               | Rendimiento del GPU GFLOPS | Memoria de tecnología                                                                       | Lanzamiento | Dispositivos |
| -------------------------------------------------------------- | ---------- | ------------------------- | ------------------------------------------- | ------- | ---------------- | ----------------------------------------------------------------- | -------------------------- | ------------------------------------------------------------------------------------------- | ----------- | --- |
| Exynos 3 Single (previously S5PC110, Hummingbird, Exynos 3110) | 45 nm      | ARMv7                     | Cortex-A8                                   | 1       | 1.0–1.2          | PowerVR SGX540 @ 200 MHz                                          | 3.2                        | 32-bit dual-channel 200 MHz LPDDR, LPDDR2, or DDR2                                          | 2010        | Ver listaat 1 GHz: Samsung Galaxy S line, Samsung Wave S8500, Samsung Wave II S8530, Samsung Galaxy Tab, Samsung Droid Charge, Samsung Exhibit 4G, Google Nexus S, Meizu M9, Samsung Stratosphere at 1.2 GHz: Samsung Infuse 4G |
| Exynos 2 Dual Exynos 3250                                      | 28 nm HKMG | ARMv7                     | Cortex-A7                                   | 2       | 1.0              | Mali-400 MP2 @ 400 MHz                                            | 7.2                        | ?                                                                                           | ?           | Ver listaSamsung Gear 2, Samsung Gear 2 Neo, Samsung Gear S2 Bluetooth |
| Exynos 3 Quad (Exynos 3470)                                    | 28 nm      | ARMv7                     | Cortex-A7                                   | 4       | 1.4              | Mali-400MP4 @ 450 MHz                                             | 16.2                       | 64-bit (2x32-bit) dual-channel LPDDR3                                                       | 2014        | Ver listaSamsung Galaxy S5 Mini, Samsung Galaxy Light |
| Exynos 3 Quad Exynos 3475                                      | 28 nm HKMG | ARMv7                     | Cortex-A7                                   | 4       | 1.3              | Mali-T720 @ 600 MHz                                               | 10.2                       | LPDDR3                                                                                      | 2015        | Ver listaSamsung Galaxy J2, Samsung Galaxy J3 2016 Galaxy Folder, Samsung Galaxy On5, Samsung Galaxy On7 |
| Exynos 4 Dual 45 nm (Exynos 4210)                              | 45 nm      | ARMv7                     | Cortex-A9                                   | 2       | 1.2–1.4          | Mali-400MP4 @ 266 MHz                                             | 9.6                        | LPDDR2, DDR2 or DDR3 (6.4 GB/s)                                                             | 2011        | Ver listaat 1.2 GHz: Samsung Galaxy S II, Samsung Galaxy Tab 7.0 Plus at 1.4 GHz: Samsung Galaxy Note, Samsung Galaxy Tab 7.7, Hardkernel ODROID-A, Meizu MX 2-Core (first 2-core model), Cotton Candy by FXI Tech, ORIGEN 4 Dual |
| Exynos 4 Dual 32 nm (Exynos 4212)                              | 32 nm HKMG | ARMv7                     | Cortex-A9                                   | 2       | 1.5              | Mali-400MP4 (quad-core) @ 400 MHz                                 | 14.4                       | LPDDR2, LPDDR3 or DDR3 (6.4 GB/s)                                                           | 2011        | Ver listaMeizu MX 2-Core (new 2-core model), Samsung Galaxy Tab 3 8.0, Samsung Galaxy S4 zoom |
| Exynos 4 Quad (Exynos 4412)                                    | 32 nm HKMG | ARMv7                     | Cortex-A9                                   | 4       | 1.4 ~ 1.6        | ARM Mali-400MP4 (quad-core) @ 440 ~ 533 MHz                       | 15.84                      | 64-bit (2x32-bit) dual-channel 400 MHz LPDDR, LPDDR2, DDR2 or DDR3 (6.4 GB/s)               | 2012        | Ver lista Samsung Galaxy Note 10.1, Samsung Galaxy S III, Samsung Galaxy Note II, Auxus Core X4 3G AndroidAgent Hardkernel ODROID-U2, ODROID-X2, ODROID-U3, ODROID-Q2, Samsung Galaxy Camera 2, Lenovo K860, Newman N2, Ramos W30HD, Meizu MX 4-Core, Hardkernel ODROID-X, ODROID-U, ODROID-Q, ORIGEN 4 Quad, Hyundai T7 Tablet, Samsung Galaxy Pop, Samsung Galaxy Light, Lenovo P700i |
| Exynos 4 Quad (Exynos 4415)                                    | 28 nm HKMG | ARMv7                     | Cortex-A9                                   | 4       | 1.5              | ARM Mali-400MP4 (quad-core) @ 533 MHz                             | 19.2                       | 64-bit (2x32-bit) dual-channel 400 MHz LPDDR, LPDDR2, DDR2 or DDR3 (6.4 GB/s)               | 2014        | Ver listaSamsung Galaxy Mega 2 |
| Exynos 5 Dual (Exynos 5250)                                    | 32 nm HKMG | ARMv7                     | Cortex-A15                                  | 2       | 1.7              | ARM Mali-T604MP4 @ 533 MHz                                        | 68.224[cita requerida]     | 64-bit (2x32-bit) dual-channel 800 MHz LPDDR3/DDR3 (12.8 GB/s) or 533 MHz LPDDR2 (8.5 GB/s) | Q3 2012     | Ver listaSamsung Chromebook XE303C12, Google Nexus 10, Arndale Board, Huins ACHRO 5250 Exynos, Freelander PD800 HD, Voyo A15, HP Chromebook 11, Samsung Homesync |
| Exynos 5 Hexa (Exynos 5260)                                    | 28 nm HKMG | ARMv7                     | Cortex-A15+ Cortex-A7 (big.LITTLE with GTS) | 2+4     | 1.7 1.3          | ARM Mali-T624 MP4@ 600 MHz                                        | 76.8 (FP32)                | 64-bit (2x32-bit) dual-channel 800 MHz LPDDR3 (12.8 GB/s)                                   | Q2 2014     | Ver listaRamos S97, Samsung Galaxy Note 3 Neo, Samsung Galaxy K zoom, Rexnos Rex-Red |
| Exynos 5 Octa (Exynos 5410)                                    | 28 nm HKMG | ARMv7                     | Cortex-A15+ Cortex-A7 big.LITTLE            | 4+4     | 1.6 1.2          | IT PowerVR SGX544MP3 @ 480 MHz (532 MHz in some full-screen apps) | 49                         | 64-bit (2x32-bit) dual-channel 800 MHz LPDDR3 (12.8 GB/s)                                   | Q2 2013     | Ver listaSamsung Galaxy S4 I9500, Hardkernel ODROID-XU, Meizu MX3, ZTE Grand S II TD, iBerry CoreX8 3G |
| Exynos 5 Octa (Exynos 5420)                                    | 28 nm HKMG | ARMv7                     | Cortex-A15+ Cortex-A7 (big.LITTLE with GTS) | 4+4     | 1.9 1.3          | ARM Mali-T628 MP6 @ 533 MHz                                       | 102.4 (FP32)               | 64-bit (2x32-bit) dual-channel 933 MHz LPDDR3e (14.9 GB/s)                                  | Q3 2013     | Ver listaSamsung Chromebook 2 11.6", Samsung Galaxy Note 3, Samsung Galaxy Note 10.1 (2014 Edition), Samsung Galaxy Note Pro 12.2, Samsung Galaxy Tab Pro (12.2 & 10.1), Samsung Galaxy Tab S 8.4, Samsung Galaxy Tab S 10.5, Arndale Octa Board |
| Exynos 5 Octa (Exynos 5422)                                    | 28 nm HKMG | ARMv7                     | Cortex-A15+ Cortex-A7 (big.LITTLE with GTS) | 4+4     | 2.1 max 1.5      | ARM Mali-T628 MP6 @ 533 MHz                                       | 102.4 (FP32)               | 64-bit (2x32-bit) dual-channel 933 MHz LPDDR3/DDR3 (14.9 GB/s)                              | Q2 2014     | Ver listaSamsung Galaxy S5 (SM-G900H), Odroid XU3/XU3-Lite/XU4, Rexnos Rex-Red |
| Exynos 5 Octa (Exynos 5430)                                    | 20 nm HKMG | ARMv7                     | Cortex-A15+ Cortex-A7 (big.LITTLE with GTS) | 4+4     | 1.8 1.3          | ARM Mali-T628 MP6 @ 600 MHz                                       | 115.2 (FP32)               | 64-bit (2x32-bit) dual-channel 1066 MHz LPDDR3e/DDR3 (17.0 GB/s)                            | Q3 2014     | Ver listaSamsung Galaxy Alpha (SM-G850F), Meizu MX4 Pro, Samsung Galaxy A7, Samsung Galaxy A8 |
| Exynos 5 Octa (Exynos 5800)                                    | 28 nm HKMG | ARMv7                     | Cortex-A15+ Cortex-A7 (big.LITTLE with GTS) | 4+4     | 2.0 1.3          | ARM Mali-T628 MP6 @ ?                                             | ?                          | 64-bit (2x32-bit) dual-channel 933 MHz LPDDR3/DDR3 (14.9 GB/s)                              | Q2 2014     | Ver listaSamsung Chromebook 2 13,3" |

## Lista de SoCs ARMv8 Exynos
| SoC                              | SoC        | CPU                         | CPU                                    | CPU     | CPU                                                         | GPU               | GPU              | GPU                        | Memoria de tecnología | Memoria de tecnología          | Memoria de tecnología  | Inalámbrico                             | Inalámbrico           | Inalámbrico | Lanzamiento | Dispositivos |
| Número de modelo                 | fab        | Conjunto de instrucciones t | Microarquirectura                      | Núcleos | Frecuencia (GHz)                                            | Microarchitecture | Frecuencia (MHz) | Rendimiento del GPU GFLOPS | Tipo                  | Ancho de bus (bit)             | Ancho de banda (GB/s)  | Celular                                 | WLAN                  | PAN | Lanzamiento | Dispositivos |
| -------------------------------- | ---------- | --------------------------- | -------------------------------------- | ------- | ----------------------------------------------------------- | ----------------- | ---------------- | -------------------------- | --------------------- | ------------------------------ | ---------------------- | --------------------------------------- | --------------------- | --- | --- | ------------ |
| Exynos 7 Octa (Exynos 5433)      | 20 nm HKMG | ARMv8-A                     | Cortex-A57+ Cortex-A53 (GTS)           | 4+4     | 1.9 1.3                                                     | Mali-T760 MP6     | 700              | 142                        | LPDDR3                | 64-bit (2x32-bit) dual-channel | 825 MHz (13.2 GB/s)    | LTE Cat 6                               | IEEE 802.11 Bluetooth | Q4 2014 | Ver listaSamsung Galaxy Note 4 (SM-N910C, SM-N910H, SM-N910U, SM-N910S, SM-N910K, SM-N910L, SM-N916S, SM-N916K, SM-N916L), Samsung Galaxy Note Edge (South Korea version), Samsung Galaxy Tab S2, Samsung Galaxy A8 VE |              |
| Exynos 7 Octa 7420               | 14 nm LPE  | ARMv8-A                     | Cortex-A57+ Cortex-A53 (GTS)           | 4+4     | 2.1 1.5                                                     | Mali-T760 MP8     | 772              | 210                        | LPDDR4                | 64-bit (2x32-bit) dual-channel | 1553 MHz (24.88 GB/s)  | LTE Cat 9                               | Q2 2015               | Ver listaSamsung Galaxy S6, Samsung Galaxy S6 Edge, Samsung Galaxy S6 Active, Samsung Galaxy S6 Edge+, Samsung Galaxy Note 5, Meizu Pro 5                             | |              |
| Exynos 7 Quad 7570 (Exynos 7570) | 14 nm      | ARMv8-A                     | Cortex-A53                             | 4       |                                                             |                   |                  |                            |                       |                                |                        | LTE Cat 4                               | IEEE 802.11 Bluetooth | Q2 2016 | |              |
| Exynos 7 Octa 7580 (Exynos 7580) | 28 nm HKMG | ARMv8-A                     | Cortex-A53                             | 8       | 1.5                                                         | Mali-T720 MP2     | 668              | 35.7                       | LPDDR3                | 64-bit (2x32-bit) dual-channel | 933 MHz (14.9 GB/sec)  | LTE Cat 6                               | Q2 2015               | Ver listaSamsung Galaxy J7, Samsung Galaxy S5 Neo, Samsung Galaxy View, Samsung Galaxy A5 and A7 (2016),                                                              | |              |
| Exynos 7 Hexa 7650 (Exynos 7650) | 28 nm HKMG | ARMv8-A                     | Cortex-A72 + Cortex-A53                | 2+4     | 1.7 1,3                                                     | Mali-T860 MP3     | 700              | 47.6                       | LPDDR3                | 64-bit (2x32-bit) dual-channel | 933 MHz (14.9 GB/sec)  | LTE Cat 6                               | 2016                  | Ver lista | |              |
| Exynos 7 Octa 7870 (Exynos 7870) | 14 nm LPP  | ARMv8-A                     | Cortex-A53                             | 8       | 1.7                                                         | Mali-T830 MP2     | 700              | 47.6                       | LPDDR3                | 64-bit (2x32-bit) dual-channel | 933 MHz (14.9 GB/sec)  | LTE Cat 6                               | Q1 2016               | Ver listaSamsung Galaxy Tab A 10.1 (2016), Samsung Galaxy J7 (2016) Samsung Galaxy A3 (2017) Samsung Galaxy A5 (2017)                                                 | |              |
| Exynos 7 Octa 7880 (Exynos 7880) | 14 nm LPP  | ARMv8-A                     | Cortex-A72 + Cortex-A53                | 4+4     | 1.88 1,3                                                    | Mali-T860 MP4     | 950              | 71.4                       | LPDDR3                | 64-bit (2x32-bit) dual-channel | 1033 MHz (14.9 GB/sec) | LTE Cat 6                               | 2016                  | Ver lista | |              |
| Exynos 8 Octa 8890 (Exynos 8890) | 14 nm LPP  | ARMv8-A                     | Exynos M1 "Mongoose"+ Cortex-A53 (GTS) | 4+4     | M1: 2.6 (1-2 core running) 2.3 (3–4 cores running) A53: 1.6 | Mali-T880 MP12    | 650              | 265.2                      | LPDDR4                | 64-bit (2x32-bit) dual-channel | 1794 MHz (28.7 GB/s)   | Downlink: LTE Cat 12 Uplink: LTE Cat 13 | Q1 2016               | Ver listaSamsung Galaxy S7 (SM-G930F, SM-G930FD, SM-G930S, SM-G930K, SM-G930L) Samsung Galaxy S7 Edge (SM-G935S, SM-G935K, SM-G935L), Galaxy Note 7, Meizu Pro 6 plus | |              |